# 拉迪科法尼
拉迪科法尼（義大利語：Radicofani），是意大利锡耶纳省的一个市镇。总面积118平方公里，人口1169人，人口密度9.9人/平方公里（2009年）。ISTAT代码为052024。